# Tienda gratis

Imagen panorámica en 360° de una tienda gratis en Bochum, Alemania.

Una tienda gratis es una tienda donde todas las cosas son gratuitas. Son similares a las tiendas de caridad, la diferencia es que en las tiendas gratis todos los artículos están disponibles sin costo alguno. La gratuidad todavía se relaciona con la caridad, de manera que quienes vienen a estas tiendas lo hacen sea por necesidad o por convicción anticapitalista.

## Funcionamiento
Es una tienda segura, ya que no se puede robar y no se maneja dinero, ya que todo lo que hay es gratis. Solo se pone una condición a quien desee llevarse algo: que lo vaya a usar y le dé una vida útil. Estos locales suelen ser apoyados por grupos de personas que desinteresadamente colaboran en la anti-tienda. Como regla general, las tiendas gratis no piden al cliente traer algo por su cuenta para que pueda llevarse otra cosa, ni tampoco es necesario ser pobre para poder entrar allí. El objetivo de las tiendas gratis se trata de romper con la lógica consumista de comprar algo, cegado por la publicidad, para terminar por no aprovecharlo y usarlo unas pocas veces, o que estén sin uso por años. Se trata también de restarle importancia al dinero y a la capacidad adquisitiva de una persona, desligándolo como parte de la riqueza personal de un individuo.
Sin embargo, al ser empresas independientes, cada tienda puede imponer sus condiciones de transacción. Algunas tiendas gratis alemanas (Umsonstladen), por ejemplo, limitan el número de ítems que cada persona puede llevarse a tres por día, sin dar nada a cambio. Tampoco aceptan ningún tipo de efectivo, salvo pequeñas donaciones para solventar los gastos de alquiler.
Hay tiendas gratis que se manejan exclusivamente de forma en línea desde un sitio web, sin una sede física. En ellas son personas corrientes las que ofertan productos y objetos que quisieran que alguien se llevara, como también usuarios del sitio que publican anuncios con un objeto específico que necesiten y estén buscando; con un sistema de transacción similar a la de los mercados en línea, pero sin manejar dinero ni formas de pago por ser todo gratis.

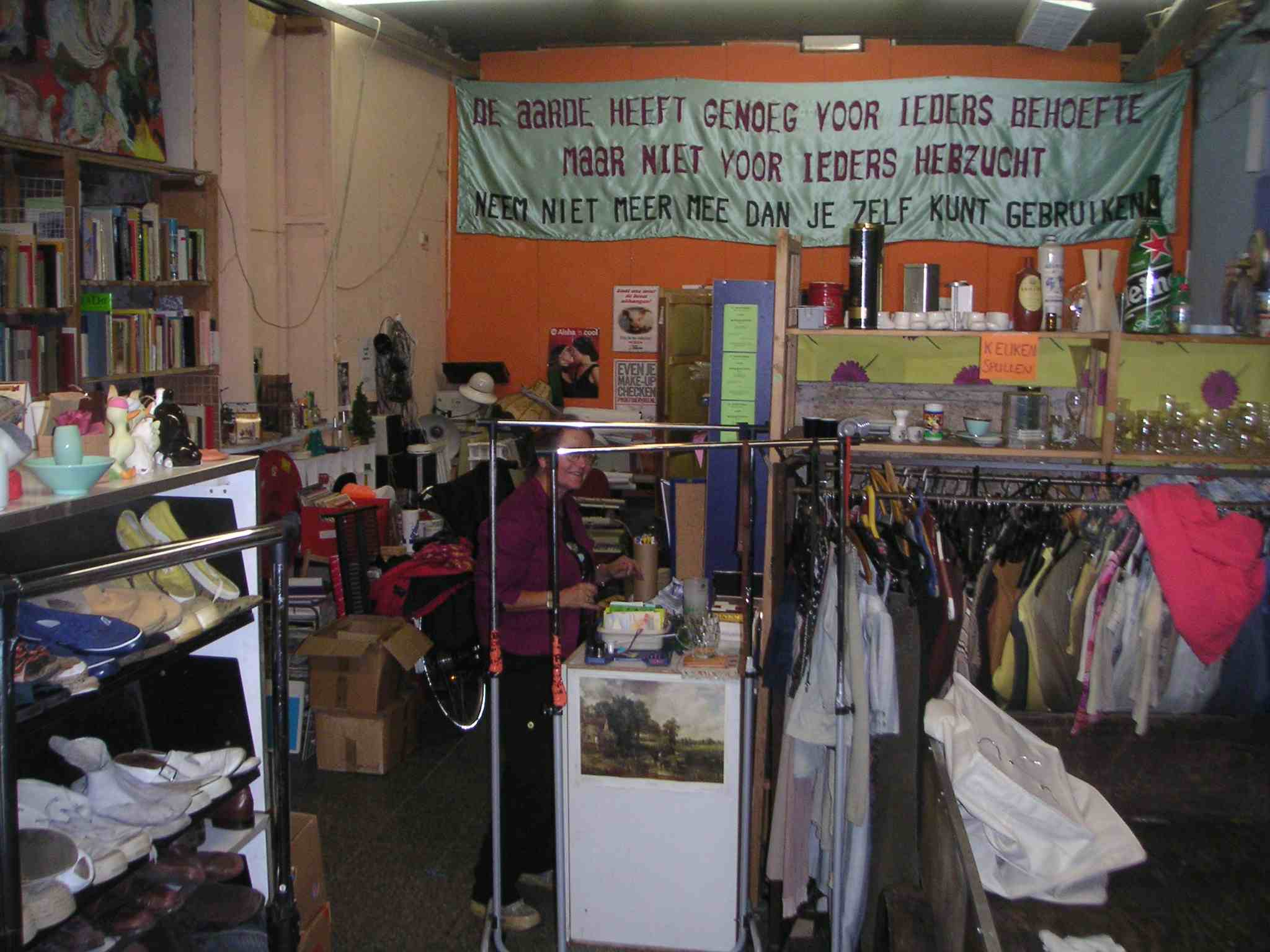
Interior de la tienda gratis (Weggeefwinkel) de Utrecht, Países Bajos. El cartel al fondo reza «La Tierra tiene suficiente para las necesidades de todos, pero no para la codicia de cada uno. No te lleves más de lo que tú mismo puedes utilizar».

### Otros servicios
Es habitual que en algunas tiendas gratis se lleven a cabo otras actividades como charlas informativas, que abarcan desde temas ecológicos y ambientales hasta charlas sobre economía y sociedad. Talleres, proyectos de reciclado a nivel comunal, colaboraciones con otras entidades ecológicas de reciclado y debates. Algunas tiendas, incluso, celebran maratones de recogida de objetos con el apoyo de voluntarios e instituciones caritativas, iglesias y parroquias.

### Inconvenientes
Dado que el sistema de comercio que emplean estas tiendas apela exclusivamente al civismo y la buena voluntad de los clientes y a evitar que sean codiciosos, muchas de ellas cierran antes de cumplir su primer mes. Esto es principalmente debido a que las personas que las frecuentan suelen llevarse muchos artículos, sin dar nada a cambio y vaciando los locales, ignorando la regla fundamental de llevar solo lo que se necesite. De esta manera, en muchos casos las tiendas gratis fallan en su objetivo de evitar el consumismo y estimular un estilo de vida más sencillo.

## Historia
Las primeras tiendas de este tipo comenzaron a funcionar a principios de los años 1990, pero su generalización se produce a finales de la década con la apertura de la anterior nombrada Umsonstladen en Alemania, en 1996, y que ahora cuenta con más de 20 tiendas distintas repartidas en ese país. También se han creado tiendas de esta índole en países como España y Reino Unido. Cada una tiene sus particularidades, ya que todas son independientes y se organizan autogestionadamente por la asamblea de los voluntarios que las forman, pero la intención que las anima es similar: acabar con el consumismo masivo, y con la dependencia de dinero-trabajo y viceversa.

## Ecología
Este tipo de tienda de generalizarse ayudaría a disminuir la producción y el consumo de objetos y, por ende de potencial basura, apoyando el reciclado y la reutilización. Además, el sistema de estas tiendas hace una crítica al afán de comprar objetos con poco o nada de uso por moda y al hecho de tirar objetos en buen estado y con muchos años de vida útil por delante. Un ejemplo es la reutilización  de baterías de automóviles para generar luz gratis, después de haberlas recargado a un coste gratis con un cargador de baterías  que coge la corriente proveniente de placas solares.

## Gratiferias

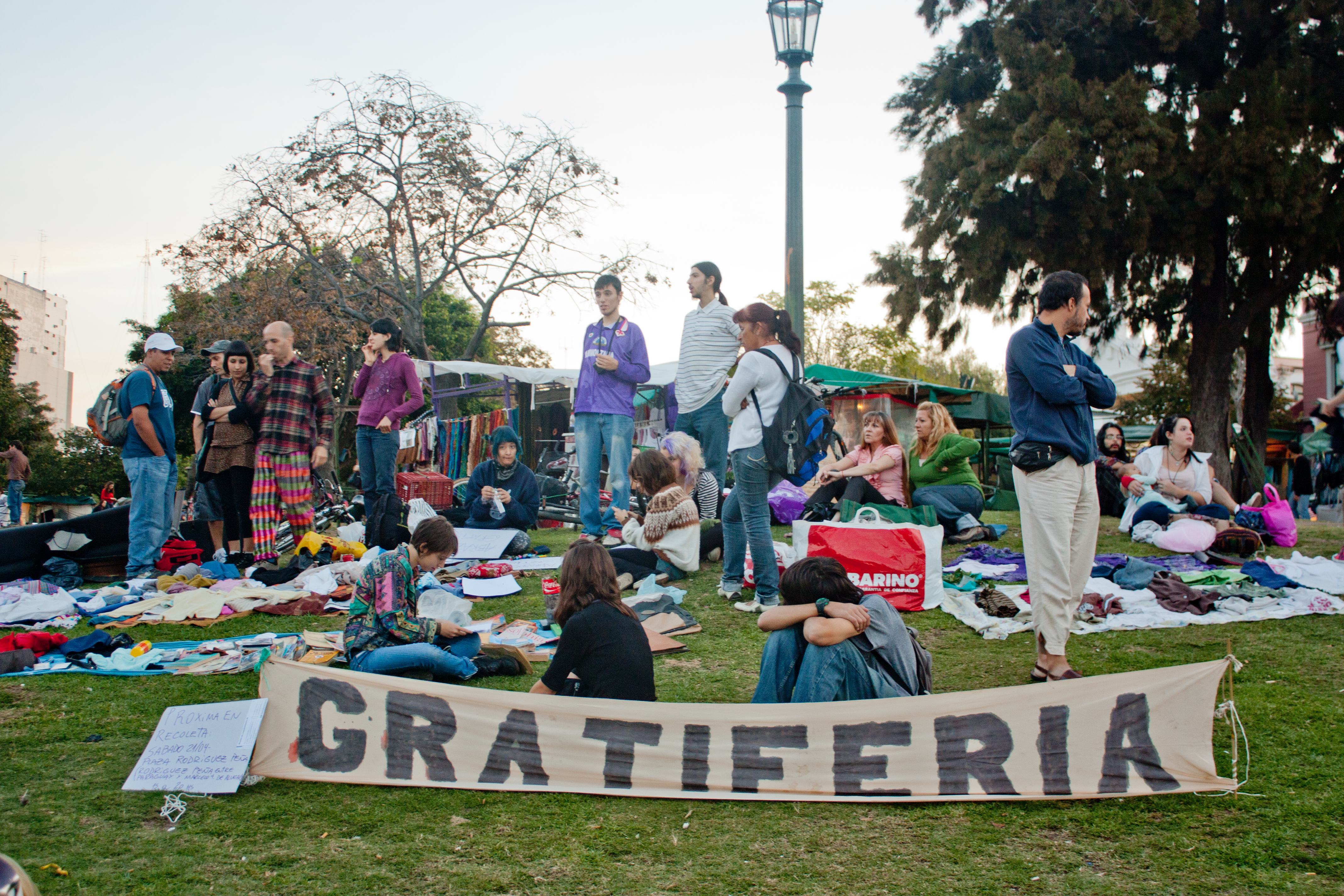
Una Gratiferia en una plaza de Buenos Aires.

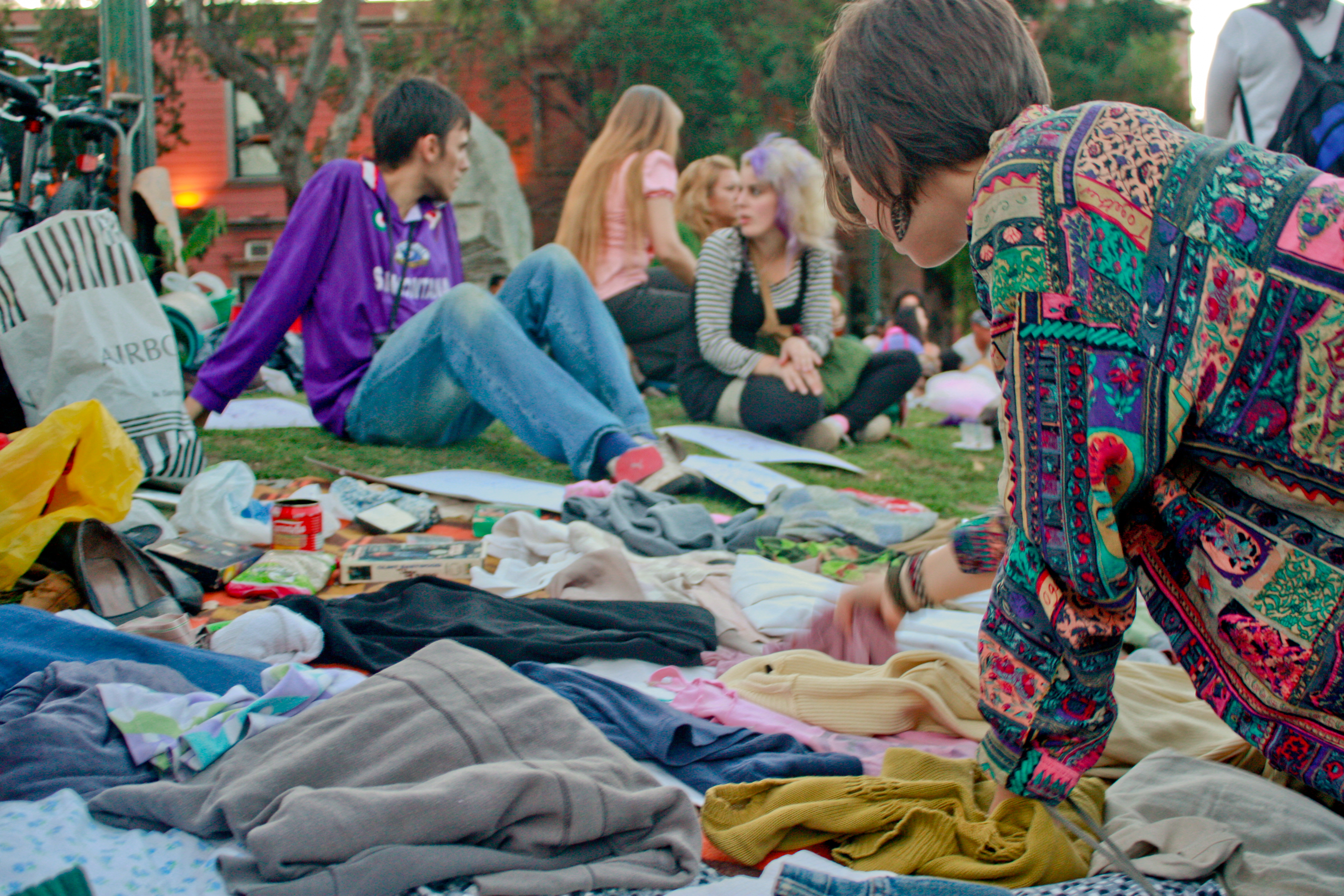
Una persona buscando productos en una Gratiferia al aire libre

Las gratiferias son, como el acrónimo lo indica ferias donde todo lo ofrecido es gratuito. Al igual que las tiendas físicas, se ofrecen objetos y servicios e incluyen igualmente charlas, talleres, actividades culturales, deportivas y artísticas. Se desarrollan en plazas públicas y centros culturales, aunque las hay también en locales privados y gratiferias virtuales en numerosos grupos de Facebook, en los que los usuarios libremente ofrecen y piden lo que desean. No se maneja dinero, ni ningún tipo de valor de cambio como bonos; tampoco se permite el trueque.y existe un noción de reciprocidad universal, e indirecta. Comparten una filosofía en común con las tiendas gratis en cuanto a los fines y motivaciones ecológicas y económicas. En algunos casos le añaden otros principios éticos como la compasión hacia los animales y la vida misma, por lo que los alimentos compartidos son de origen vegetal y aptos para veganos. El lema de la gratiferia es: «Trae lo que quieras o nada, llévate lo que quieras o nada». Pueden ser de carácter permanente, regulares, tanto mensuales como semanales, y otras itinerantes.
La gratiferia se ha podido expandir a una comunidad diversa de países entre los que se encuentran Argentina, Chile, Uruguay, Brasil, Perú, Ecuador, Colombia, Venezuela, México, Estados Unidos, Costa Rica, España, Italia, Francia.